# Oi Hockey Stadium (South Pitch)
Oi Hockey Stadium (South Pitch) (jap. 大井ふ頭中央海浜公園スポーツの森第二球技場) – stadion sportowy w Tokio, stolicy Japonii. Obiekt może pomieścić 500 widzów. Będzie jedną z aren rozgrywek hokeja na trawie podczas Letnich Igrzysk Olimpijskich 2020.
Obiekt znajduje się w parku („Oi Central Seaside Park”), na terenie rozległego kompleksu sportowego, który przed Letnimi Igrzyskami Olimpijskimi 2020 zaadaptowano na ośrodek rozgrywania zawodów w hokeja na trawie (zostaną tutaj rozegrane wszystkie mecze, zarówno turnieju mężczyzn, jak i kobiet). Stadion przed olimpiadą wyposażono w boisko do hokeja na trawie (wcześniej posiadał on pełnowymiarowe boisko piłkarskie ze sztuczną murawą) i oznaczono roboczo jako „Oi Hockey Stadium (South Pitch)” (w odróżnieniu od głównej areny hokejowej, oznaczanej jako „North Pitch”). Poza tymi dwoma obiektami, w ich otoczeniu powstały również dwa treningowe boiska do hokeja na trawie, na których nie będą rozgrywane żadne mecze turniejowe. Na „South Pitch” odbędzie się 28 spotkań fazy grupowej (14 z turnieju mężczyzn i 14 z turnieju kobiet).